# Aneksja Hawajów

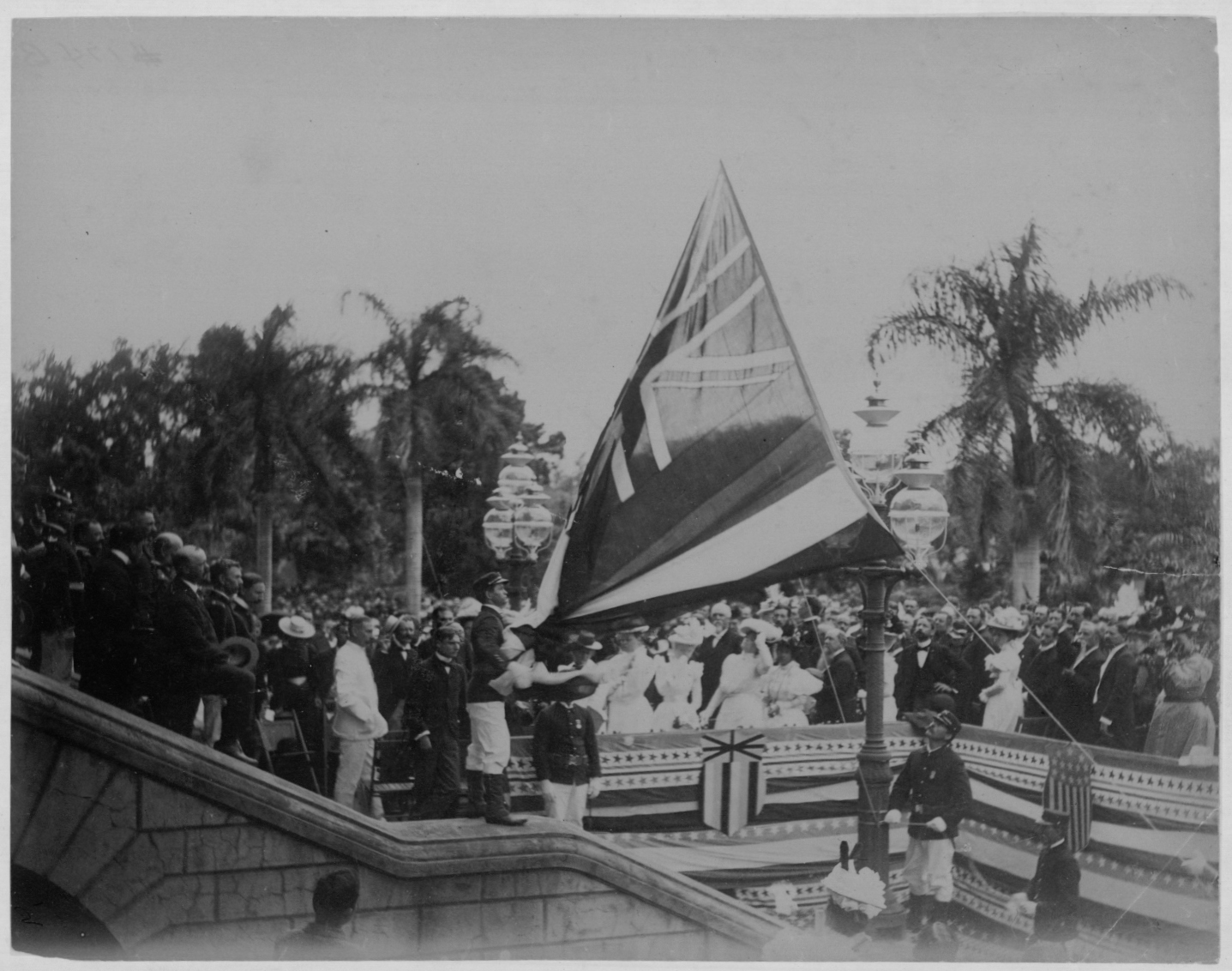
Opuszczenie flagi Hawajów przed pałacem królewskim w dniu 12 sierpnia 1898

Aneksja Hawajów – włączenie wysp Archipelagu Hawajskiego do Stanów Zjednoczonych Ameryki w 1898 roku.

## Przebieg wydarzeń
Wyspy Hawajskie stały się tematem debaty ogólnoamerykańskiej, gdy zaczęła wzrastać idea ekspansji na zachód (Chiny). Początkiem dla niej stać się miały właśnie wyspy zorganizowane wówczas w Królestwo Hawajów. Pierwsze próby podboju podjęto w latach 50. XIX w., gdy zamierzano je skolonizować. W 1854 r. negocjowano traktat w sprawie przyłączenia wysp do USA. Nie został on podpisany ze względu na śmierć władcy Hawajów Kamehamehy III. Jego następca zdecydował się na podpisanie w roku 1865 wyłącznie traktatu handlowego. W 1875 r. podpisano obustronny traktat handlowy, zakładający wymianę handlową wolną od ceł (dotyczący głównie trzciny cukrowej), a ponadto zawierający klauzulę, że żadna część Hawajów nie zostanie przekazana państwom trzecim, a Hawaje będą faktycznym protektoratem amerykańskim. Traktat miał obowiązywać siedem lat, jednak w 1884 został podpisany nowy, będący faktycznie przedłużeniem poprzedniego (z tym że dołączono do niego punkt o wyłącznym prawie USA do portu Pearl Harbor). W tym okresie zwiększało się osadnictwo Amerykanów na Hawajach; zdominowali oni gospodarkę wyspy opartą na uprawie i przetwarzaniu trzciny cukrowej. Amerykanie zaczęli też zajmować stanowiska w rządzie.
W 1891 roku, gdy na tronie zasiadła królowa Liliʻuokalani, pozycja Amerykanów została zachwiana. Królowa postanowiła ograniczyć władzę amerykańską i utrzymać suwerenność. 14 stycznia 1893 rozwiązała legislatywę, powołała nowy rząd i proklamowała nową konstytucję. 17 stycznia wybuchł jednak bunt białych osadników (otwarcie popierał go poseł USA na Hawajach, John Stevens), który doprowadził do obalenia królowej. W 1893 Rząd Tymczasowy wystąpił do USA z propozycją aneksji. 14 lutego 1893 podpisano układ o aneksji wysp. Nie został on jednak ratyfikowany przez Senat – nastąpił regres w polityce hawajskiej (zmiana posła amerykańskiego w tym państwie, wycofanie wojsk USA i podjęcie rozmów z Rządem Tymczasowym na temat restauracji monarchii). W roku 1894 powołano więc republikę. Nowa konstytucja zezwalała na zawarcie w przyszłości unii handlowej i politycznej z USA. Po zwycięstwie republikanów w USA w roku 1896 wznowiono ekspansywną politykę wobec Hawajów. Rokowania zaczęły się po objęciu fotela prezydenta przez Williama McKinleya. 16 czerwca 1897 podpisano układ o aneksji, a ratyfikowano go 6 lipca 1898. Układ określany jest mianem The Newlands Resolution, które wzięło się od nazwiska autora tekstu – kongresmena Francisa G. Newlandsa.